# Blå Band
För andra betydelser, se Blå bandet (olika betydelser).
Blå Band är ett livsmedelsmärke grundat cirka 1950 i Halmstad. Blå Band säljer bland annat soppor och såser och ägs sedan 2019 av det spanska livsmedelsbolaget GBFoods 

## Historik
Blå Band grundades i Landskrona cirka 1950 och flyttade senare till Halmstad. 1971 slogs Blå Band ihop med Bjäre Industrier AB i Karpalund (tidigare till dotterbolag till Margarinbolaget AB, men köpt av Unilever 1970) och bildade Novia Livsmedelsindustrier AB, som var ett helägt dotterbolag till Unilever. Under de följande åren flyttades all produktion till Karpalund.
I september 2000 slogs Unilever ihop med Bestfoods, vilket ledde till krav från EU:s konkurrensmyndighet på att en del av det sammanslagna företagets varumärken skulle säljas, och Blå Band valdes ut som ett av dem. I april 2001 fick Campbell Soup Company godkänt som köpare och tog över Blå Band. År 2019 såldes det vidare till det spanska livsmedelsbolaget GBFoods som i sin tur ägs av det spanska företaget Agrolinem SA.